# Bayac
Bayac ist eine französische Gemeinde mit 356 Einwohnern (Stand 1. Januar 2022) im Département Dordogne in der Region Nouvelle-Aquitaine (vor 2016: Aquitanien). Sie gehört zum Arrondissement Bergerac und zum Kanton Lalinde.
Der Name in der okzitanischen Sprache lautet Baiac und geht auf ein Landgut in gallorömischer Zeit zurück, das einem gewissen „Baius“ oder „Badius“ gehörte.
Die Einwohner werden Bayacois und Bayacoises genannt.

## Geographie
Bayac liegt ca. 20 Kilometer östlich von Bergerac in der Region Bergeracois der historischen Provinz Périgord.
Umgeben wird Bayac von den Nachbargemeinden:
|          | Couze-et-Saint-Front                        | Pontours                |
| Lanquais | Kompassrose, die auf Nachbargemeinden zeigt | Bourniquel              |
| Monsac   |                                             | Beaumontois en Périgord |

Bayac liegt im Einzugsgebiet des Flusses Dordogne. Die Couze, eines seiner linken Nebenflüsse, durchquert das Gebiet der Gemeinde.
Die Gemeinde erhielt die Auszeichnung „Drei Sterne“, die von der Association nationale pour la protection du ciel et de l’environnement nocturnes (ANPCEN) an Gemeinden verliehen wird, die Maßnahmen gegen die Lichtverschmutzung durchführen.

## Geschichte

### Toponymie
Die Gemeinde wurde 1479 in der Form Hospitium de Bayaco in den Archiven erwähnt.

### Einwohnerentwicklung
Nach Beginn der Aufzeichnungen stieg die Einwohnerzahl in der zweiten Hälfte des 19. Jahrhunderts auf einen Höchststand von rund 715. In der Folgezeit sank die Größe der Gemeinde bei kurzen Erholungsphasen bis zu den 1920er Jahren auf 310 Einwohner. Eine moderate Wachstumsphase setzte ein, die die Größe der Gemeinde in den 1960er Jahren auf einen relativen Höchststand von rund 400 Einwohnern hob. Es folgte eine weitere Phase des Bevölkerungsrückgangs bis zu den 1980er Jahren auf rund 305 Einwohner, bevor ein leichtes Wachstum einsetzte, das in jüngster Zeit wieder stagniert.
| Jahr      | 1962 | 1968 | 1975 | 1982 | 1990 | 1999 | 2006 | 2010 | 2022 |
| --------- | ---- | ---- | ---- | ---- | ---- | ---- | ---- | ---- | ---- |
| Einwohner | 401  | 348  | 308  | 304  | 328  | 326  | 367  | 357  | 356  |

## Sehenswürdigkeiten

### Schloss Bayac

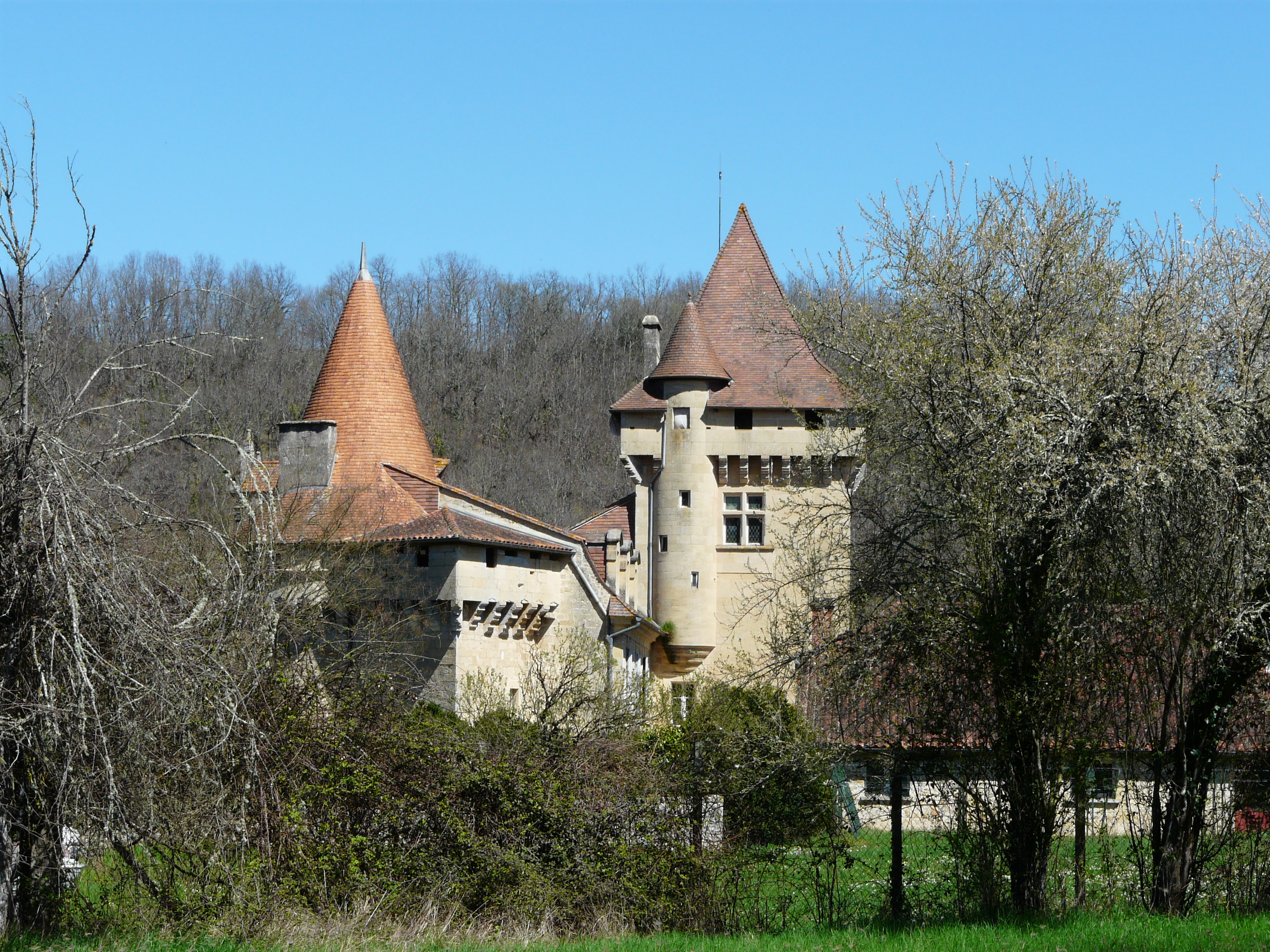
Schloss Bayac

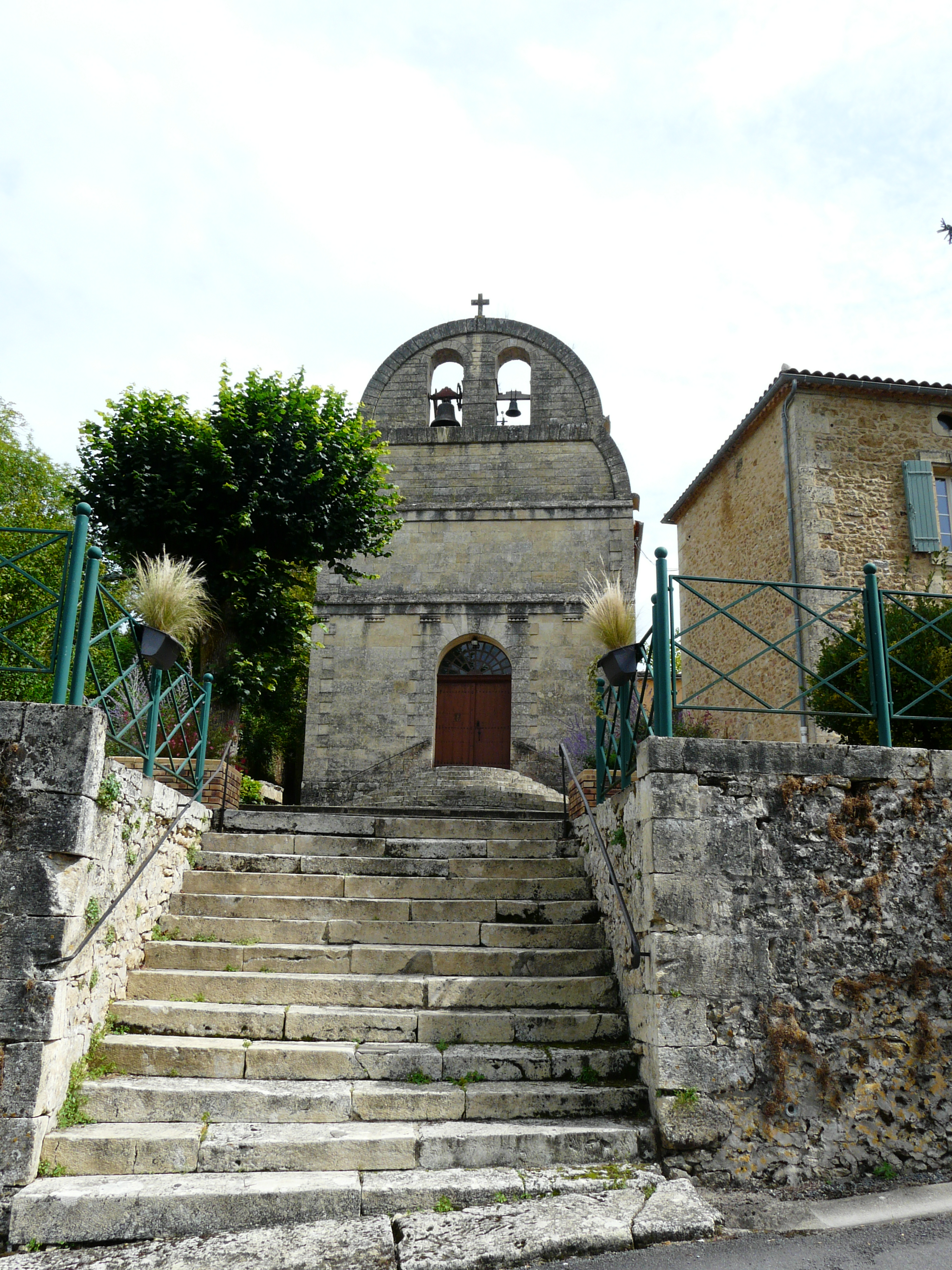
Pfarrkirche Saint-Pierre-ès-Liens

Der ehemalige Schlupfwinkel unterstand der Kastellanei von Couze und wurde vermutlich im 15. Jahrhundert errichtet, denn er wurde 1479 unter dem Namen Hospitium de Bayaco erwähnt. In den Hugenottenkriegen belagerten protestantische Truppen unter der Führung von Chaus de Monsac das Schloss im Jahre 1580 und töteten den Seigneur Pierre de Bosredon. Am Ende des 18. Jahrhunderts war es im Besitz von Charles Joseph de Losse. Im 19. Jahrhundert kamen umfangreiche Restaurierungsarbeiten der Anlage zugute. 1957 gehörte das Schloss der Stadt Paris und anschließend der Association pour la Gestion du Personnel des Administrations Parisiennes (Agospap), die es als Ferienlager führte. 2009 wurde das Anwesen an die Stadt Paris zurückgegeben, die es an die Gemeinde Bayac verkaufte. Der älteste Teil der Anlage ist ein dicker, runder Turm mit Kegeldach und einem Wehrgang auf hervorspringendem Erker, der von Konsolen getragen wird. Eines der Fenster wurde als Lukarne im Stil der Renaissance ausgestaltet mit Kapitellen und flachen Pilastern, die mit Rauten verziert sind. Ein Dreiecksgiebel und seitliche Steinsäulen schmücken seine Bedachung. Der Wohnbereich in der Mansarde datiert aus dem 18. Jahrhundert. Ein weiterer viereckiger Turm mit Wehrgang und Mündungen für Feldschlangen schließt sich am runden Turm an. Ein viereckiger Donjon mit einem Treppenturm birgt ein Treppenhaus mit Kreuzgratgewölbe. Die Fassaden des Schlosses und das Dach des runden Turms sind seit dem 5. November 1970 als Monument historique eingeschrieben.

### PfarrkircheSaint-Pierre-ès-Liens
Die dem heiligen Petrus in Ketten gewidmete Kirche wurde 1839 errichtet. Die ursprüngliche Kirche aus dem 12. Jahrhundert und der Friedhof befanden sich ca. 200 m südöstlich des Schlosses. Der Comte Charles Antoine de Losse, Besitzer des Schlosses und Bürgermeister der Gemeinde, erstand die Kirche und den Friedhof am 27. Juli 1839. Im selben Jahr ließ er die heutige Kirche im klassizistischen Stil erbauen, riss die alte Kirche ab und wandelte den Friedhof in eine landwirtschaftliche Fläche um. Die Jahreszahl „1839“ ist über dem Eingang an der Westfassade der heutigen Kirche eingraviert. Der Glockengiebel aus Werksteinen wird in seinem halbrunden Giebel durch zwei rundbogenförmige Öffnungen unterbrochen. Die Kirche besitzt einen Grundriss in Form eines lateinischen Kreuzes, das Langhaus hat hierbei nur ein Kirchenschiff.

### Archäologische FundstätteLa Gravette
Auf dem Gebiet der Gemeinde befindet sich die archäologische Fundstätte La Gravette, an der zahlreiche Werkzeuge aus Feuerstein entdeckt wurden. Der Standort wurde 1880 von Pfarrer Chastaing ausfindig gemacht. In mehreren Zeiträumen wurden Ausgrabungen durchgeführt, die eine beinahe industrielle Produktion von Werkzeugen offenbarten. Diese sind insbesondere schmale, spitz zulaufende Klingen mit steiler Rückenretusche, die charakteristisch für das späte Aurignacien sind. Die Epoche (vor 35.000–24.000 Jahren) wird später als eigenständige Kultur nach dem Namen der Fundstätte Gravettien genannt, die typische Klinge Gravette-Spitze. Pfarrer Chastaing hat hunderte von bemerkenswerten Artefakten zusammengeführt und den Vatikanischen Museen übergeben. Die Fundstätte ist seit dem 15. März 1945 als Monument historique klassifiziert.

Archäologische Fundstätte La Gravette
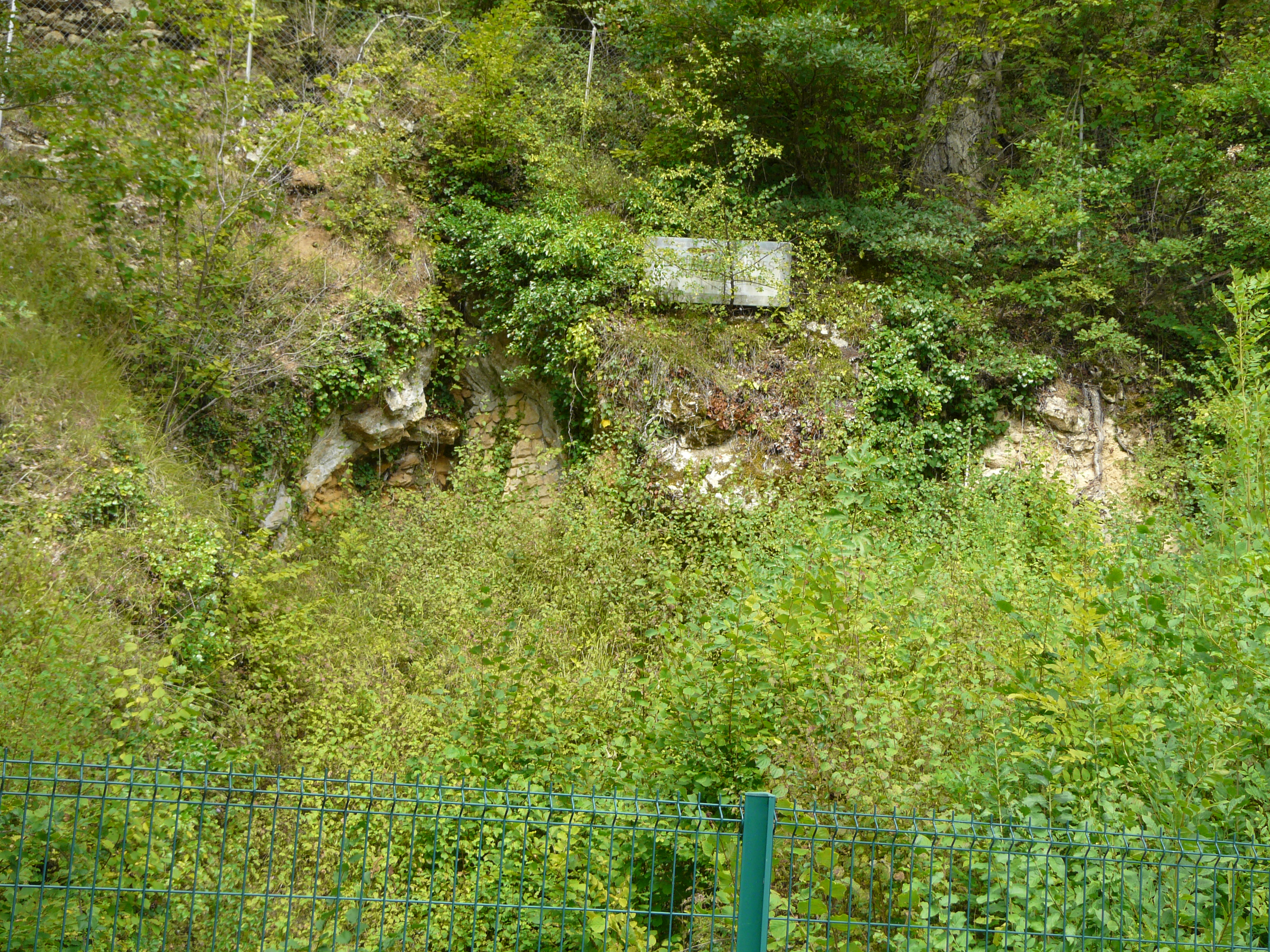
Fundstätte
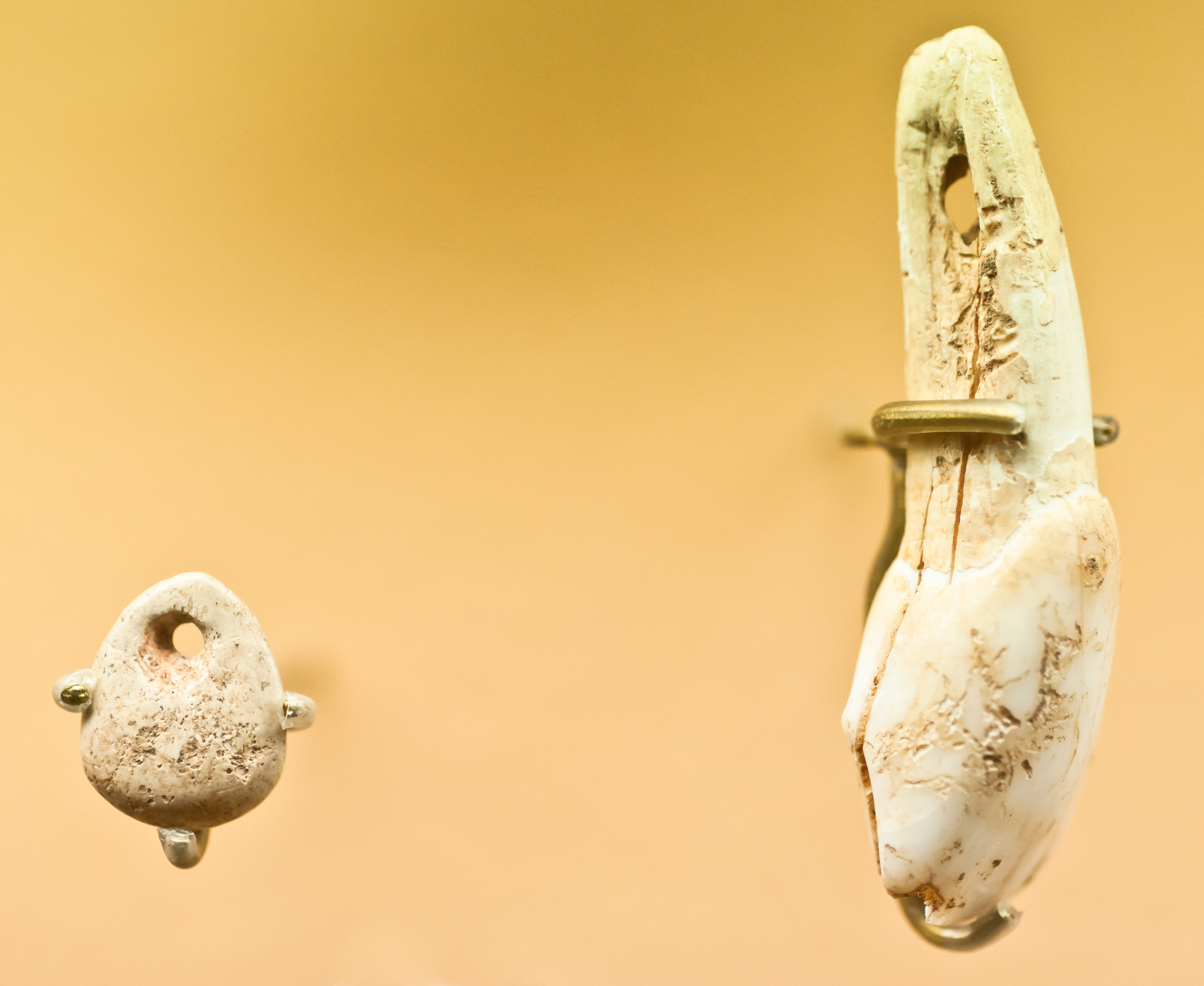
Schmuck aus Knochenmaterial
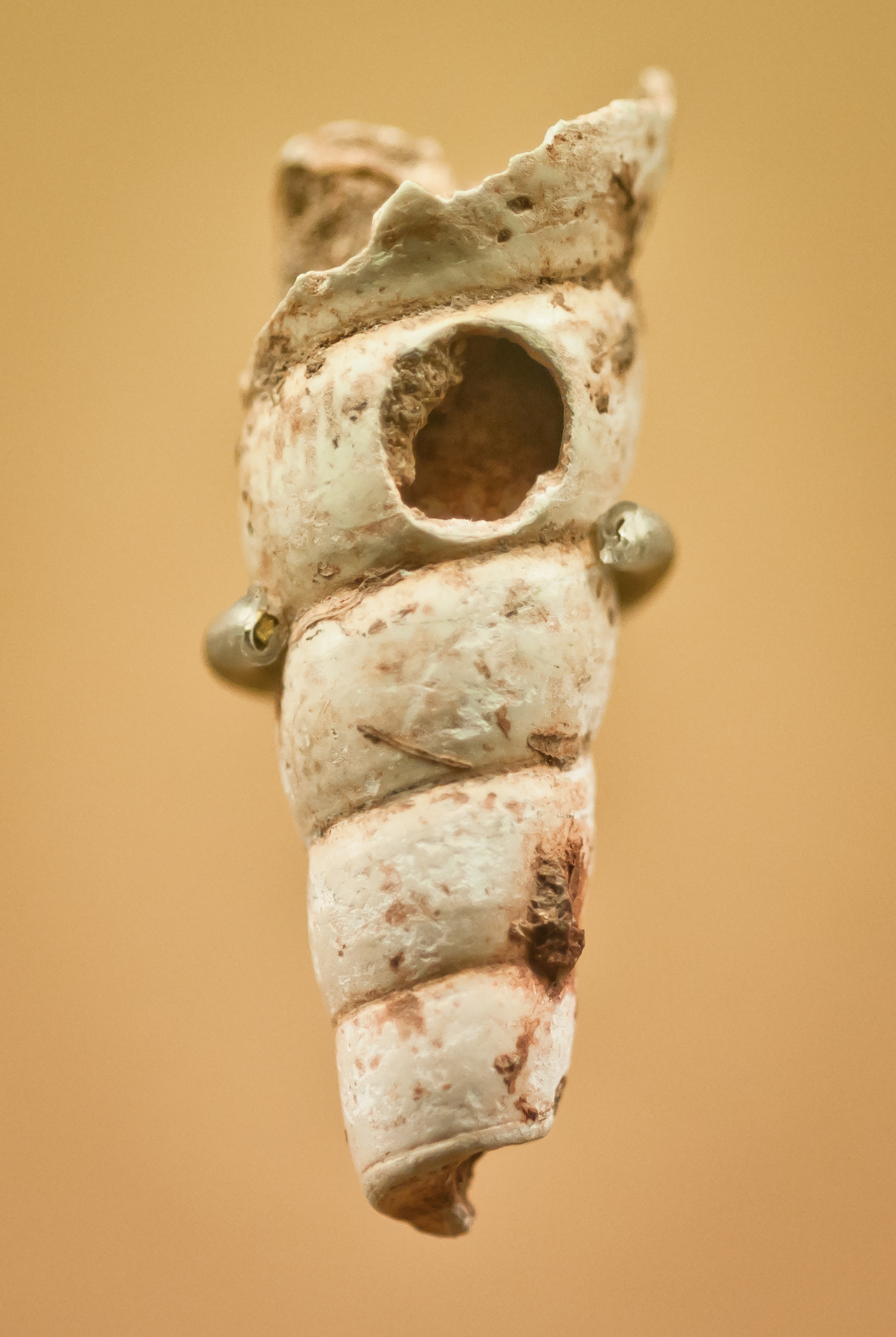
Schmuck aus Muschelschalen
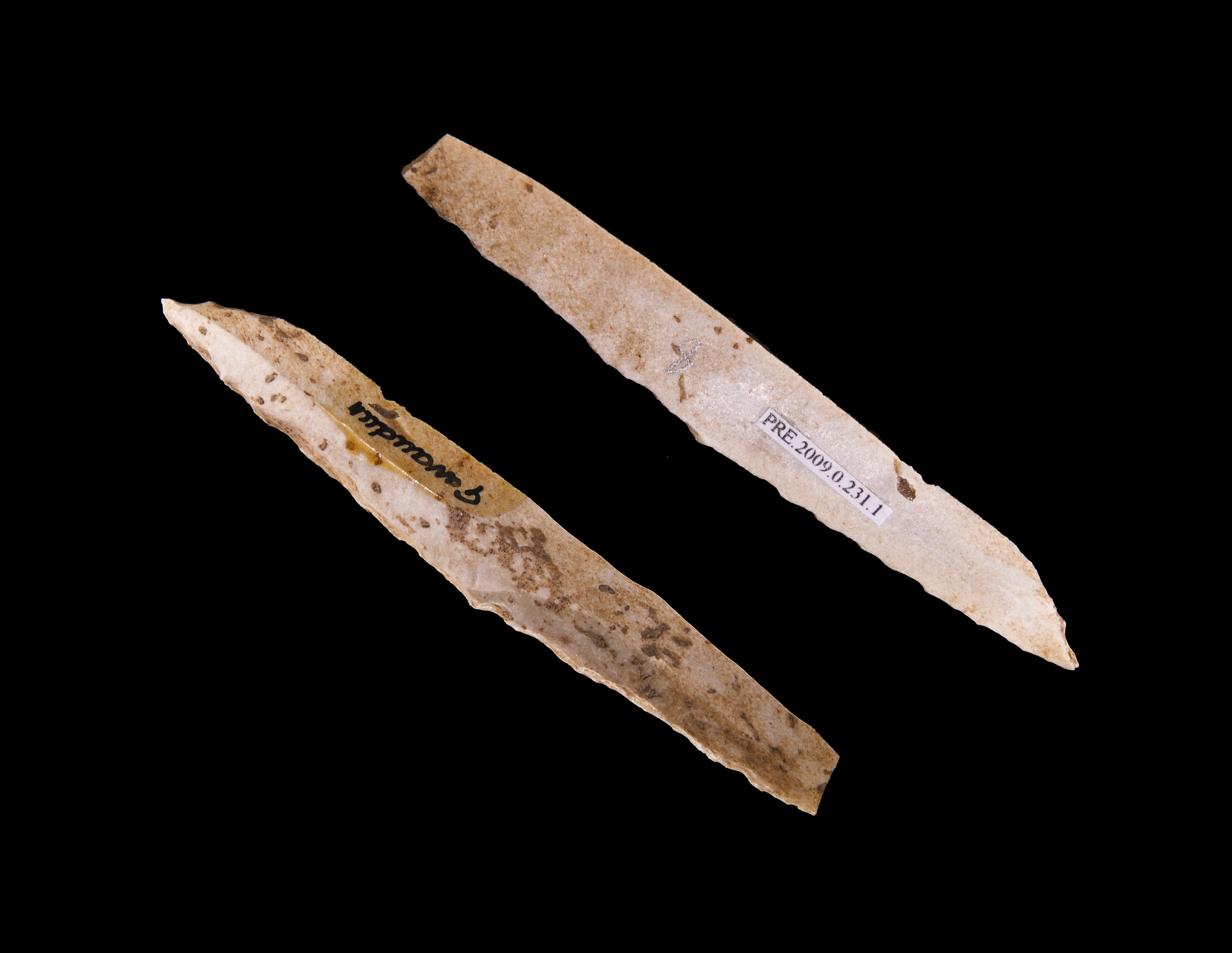
Gravettespitzen aus Gavaudun (Lot-et-Garonne)

### Mühle und Hochofendu Colombier
Das Gebäude war ursprünglich eine Weizenmühle mit zwei Mühlrädern, anschließend eine Papiermühle, bevor es zwischen 1850 und 1875 in eine Gießerei umgewandelt wurde, während der Bau eines Hochofens an gleicher Stelle bereits 1840 begann.

## Wirtschaft und Infrastruktur

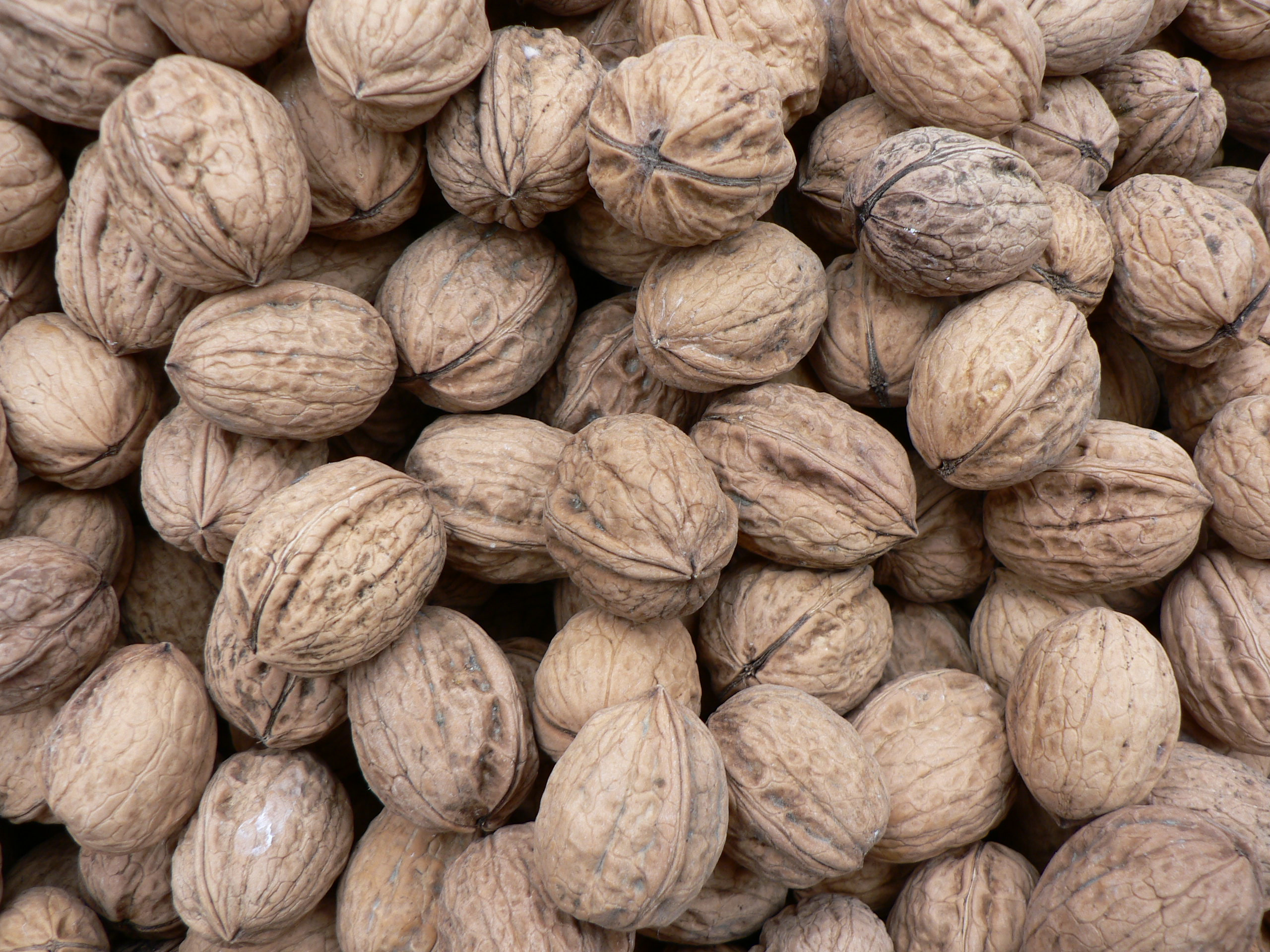
Walnüsse

Landwirtschaft und Tourismus sind die wichtigsten Wirtschaftsfaktoren der Gemeinde.
Bayac liegt in den Zonen AOC der Noix du Périgord, der Walnüsse des Périgord, und des Nussöls des Périgord.

### Bildung
Die Gemeinde verfügt über eine öffentliche Vor- und Grundschule mit 37 Schülerinnen und Schülern im Schuljahr 2018/2019.

### Sport und Freizeit
- Der Rocher du Corbeau im südlichen Teil des Gemeindegebiets lädt zum Klettern ein. Er bietet 25 oft überhängende Routen auf Höhenunterschieden zwischen 15 m und 20 m mit den Bewertungen 5a bis 7b auf der französischen Schwierigkeitsskala.[16]

- Bayzac liegt am GR du Pays de Beaumonttois, einem Abschnitt auf dem Pilgerweg von Bordeaux nach Rocamadour.[17]

### Verkehr
Die Route départementale 660, die ehemalige Route nationale 660, verbindet Bayac mit Bergerac. Erreichbar ist die Gemeinde ebenfalls über die Route départementale 27.